# Oberfähnrich

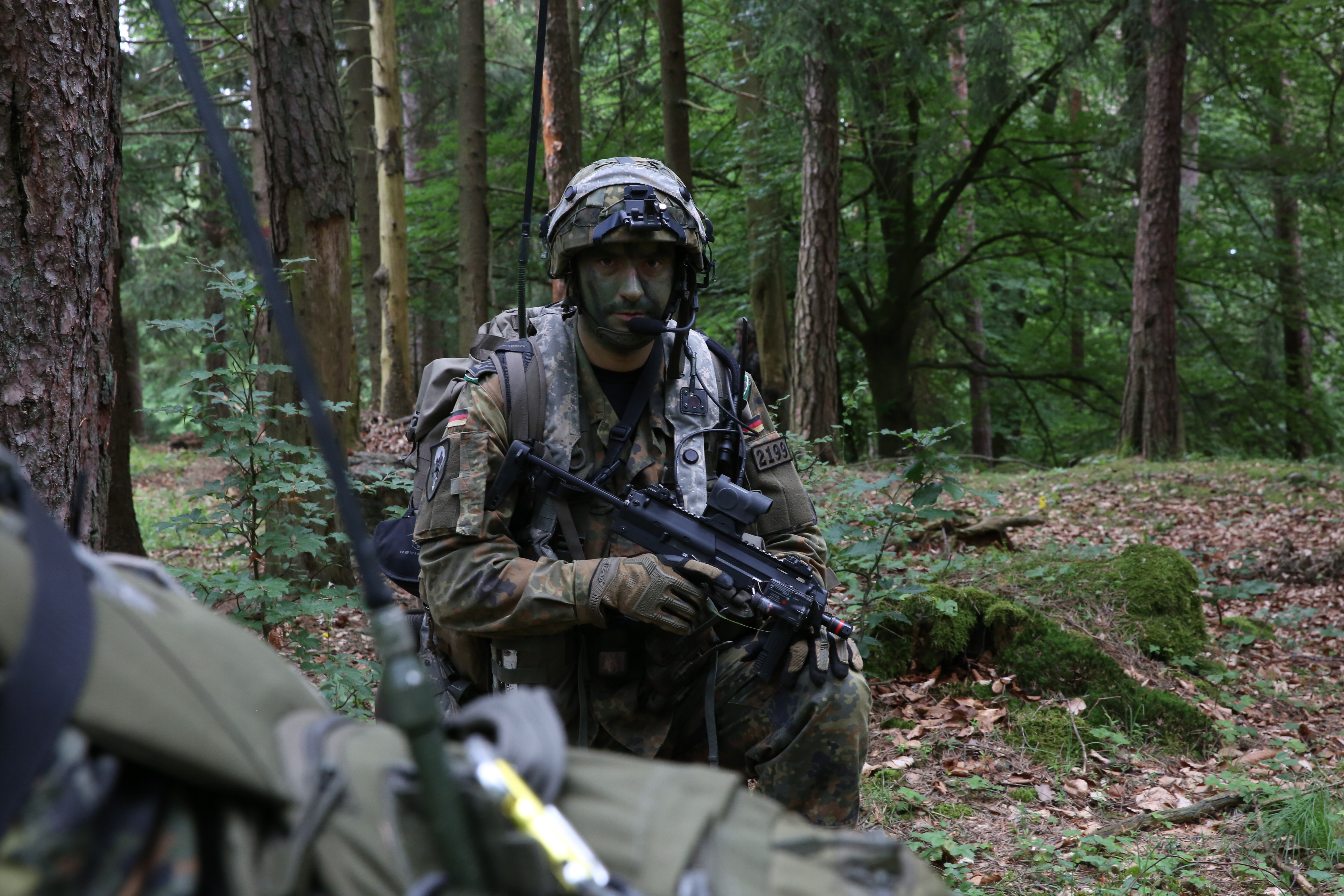
Ein deutscher Fallschirmjäger im Dienstgrad Oberfähnrich

Der Oberfähnrich ist ein militärischer Dienstgrad der Bundeswehr und früherer deutscher Streitkräfte.

## Bundeswehr
Der Dienstgrad Oberfähnrich wird durch den Bundespräsidenten mit der Anordnung des Bundespräsidenten über die Dienstgradbezeichnungen und die Uniform der Soldaten auf Grundlage des Soldatengesetzes festgesetzt.

### Befehlsbefugnis und Dienststellungen
In der Bundeswehr ist der Oberfähnrich ein Unteroffiziersdienstgrad, der zur Dienstgradgruppe der Unteroffiziere mit Portepee zählt. Aufgrund der Zugehörigkeit zur Dienstgradgruppe der Unteroffiziere mit Portepee können Oberfähnriche auf Grundlage des § 4 („Vorgesetztenverhältnis auf Grund des Dienstgrades“) der Vorgesetztenverordnung innerhalb der dort gesetzten Grenzen Soldaten der Dienstgradgruppen Mannschaften und Unteroffizieren ohne Portepee Befehle erteilen.
Oberfähnriche sind Offizieranwärter und befinden sich, während sie diesen Dienstgrad führen, in der Regel im Studium. Offizieranwärter in den Laufbahnen der Offiziere des militärfachlichen Dienstes absolvieren im Dienstgrad gewöhnlich eine zweijährige Ausbildung an einer Fachschule mit Abschluss Staatlich geprüfter Techniker, Staatlich geprüfter Betriebswirt oder Staatlich geprüfter Erzieher. Einige Oberfähnriche befinden sich zur Offizierausbildung an einer Offizierschule. In der „gewöhnlichen“ Truppe werden diese Oberfähnriche in der Regel nur im Rahmen von Truppenpraktika eingesetzt. Oberfähnriche werden dann beispielsweise als Zugführer, Kompanietruppführer, stellvertretende Zugführer und in Stäben eingesetzt. Aufgrund der aufgezählten und ähnlicher Dienststellungen können Oberfähnriche in den in der Vorgesetztenverordnung aufgezählten Fällen allen dienstlich oder fachlich unterstellten Soldaten Befehle erteilen.

### Ernennung und Besoldung
Maßgebliche gesetzliche Grundlagen für die Ernennung zum Oberfähnrich trifft die Soldatenlaufbahnverordnung (SLV) und ergänzend die Zentrale Dienstvorschrift (ZDv) 20/7. Voraussetzung zur Ernennung in den Dienstgrad Oberfähnrich ist die Zugehörigkeit zu einer der Laufbahnen der Offiziere. In den Dienstgrad Oberfähnrich können Zeitsoldaten und beorderte Reservisten befördert werden. Reserveoffizieranwärter müssen den Dienstgrad Oberfähnrich nicht durchlaufen und überspringen ihn daher meist. Die Einstellung mit dem Dienstgrad Oberfähnrich ist möglich, wenn der Bewerber über in der Verwendung verwertbare Kenntnisse verfügt. Nach einem Wechsel von Hauptfeldwebeln in eine Laufbahn der Offiziere des militärfachlichen Dienstes wird der bisherige Dienstgrad in den Dienstgrad Oberfähnrich überführt. Die meisten Oberfähnriche haben zuvor aber im Dienstgrad Fähnrich gedient. Offizieranwärter können in den meisten Laufbahnen 30 Monate (in den Laufbahnen der Offiziere des militärfachlichen Dienstes 24 Monate) nach Eintritt in diese Laufbahn zum Oberfähnrich befördert werden. Etwaige Dienstzeiten in einer vorherigen Laufbahn können (häufig aber nur anteilig und begrenzt) angerechnet werden. Beim Wechsel eines Oberfeldwebels in die Laufbahnen der Offiziere des militärfachlichen Dienstes erfolgt die Ernennung zum Oberfähnrich, nicht bevor er im Dienstgrad Oberfeldwebel ein Jahr Dienstzeit aufweist.
Oberfähnriche werden nach der Bundesbesoldungsordnung (BBesO) mit A8mA (mit Amtszulage) besoldet.

### Dienstgradabzeichen

Dienstgrad-
abzeichen für den Feldanzug eines Oberfähnrichs der Infanterie

Das Dienstgradabzeichen für Oberfähnriche zeigt am Dienstanzug und Gesellschaftsanzug einen Kopfwinkel mit der Spitze nach oben als Schulterabzeichen mit silberner Schulterklappeneinfassung in Art der Paspelierung der Schulterklappen der Offiziere. Hintergrund ist, dass Oberfähnriche als besonderes Privileg den Dienst- und Gesellschaftsanzug der Offiziere tragen dürfen. Die Dienstgradabzeichen in den anderen Anzugsarten gleichen den Dienstgradabzeichen für Hauptfeldwebel: ein Kopfwinkel mit der Spitze nach oben und eine umlaufende geschlossene Tresse als Schulterabzeichen. Zur Unterscheidung von den Dienstgradabzeichen der Hauptfeldwebel tragen Oberfähnriche zu diesen Dienstgradabzeichen wie andere Offizieranwärter dann auf allen Schulterklappen zusätzlich eine silberfarbene Kordel aus Metallgespinst als Überziehschlaufe.

### Geschichte
Der Dienstgrad Oberfähnrich wurde mit der sechsten Anordnung des Bundespräsidenten über die Dienstgradbezeichnungen und die Uniform der Soldaten vom 5. Mai 1966 neu geschaffen.

### Äquivalente, nach- und übergeordnete Dienstgrade
Den Dienstgrad Oberfähnrich führen nur Heeres- und Luftwaffenuniformträger. Marineuniform tragende Offizieranwärter derselben Rangstufe führen den Dienstgrad Oberfähnrich zur See. Soldaten, die nicht Offizieranwärter sind, führen die ranggleichen Dienstgrade Hauptfeldwebel (für Heeres- und Luftwaffenuniformträger) oder Hauptbootsmann (für Marineuniformträger). Aus den Privilegien, dass Oberfähnriche bereits den Dienstanzug für Offiziere tragen und in der Regel bereits Zutritt zum Offizierscasino haben, ergibt sich kein formeller Dienstgradunterschied zum Hauptfeldwebel. In den Streitkräften der NATO ist der Oberfähnrich zu allen Dienstgraden mit dem NATO-Rangcode OR-8/OR-7 äquivalent.
In den Feldwebellaufbahnen ist der Hauptfeldwebel gemäß Nr. 127 f. ZDv 20/7 zwischen dem rangniedrigeren Oberfeldwebel bzw. Oberbootsmann und dem ranghöheren Stabsfeldwebel bzw. Stabsbootsmann eingeordnet (erste Dienstgradbezeichnung jeweils für Heeres- und Luftwaffenuniformträger; zweite Dienstgradbezeichnung jeweils für Marineuniformträger). Im Sinne der Anordnung des Bundespräsidenten über die Dienstgradbezeichnungen und die Uniform der Soldaten gilt für die Einordnung der Oberfähnriche Entsprechendes, auch wenn Oberfähnriche nach der in der Laufbahngruppe für Offiziere vorgesehenen Beförderungsreihenfolge in der Regel zuvor den Dienstgrad Fähnrich führten und anschließend in den Dienstgrad Leutnant befördert werden.
| Unteroffizierdienstgrad |                                                                 |                               |
| Niedrigerer Dienstgrad |                                                                 | Höherer Dienstgrad            |
| Oberfeldwebel Oberbootsmann | Hauptfeldwebel Hauptbootsmann Oberfähnrich Oberfähnrich zur See | Stabsfeldwebel Stabsbootsmann |
| Dienstgradgruppe: Mannschaften – Unteroffiziere o.P. – Unteroffiziere m.P. – Leutnante – Hauptleute – Stabsoffiziere – Generale |                                                                 |                               |

## Andere Streitkräfte
Gemäß NATO-Rangcode sind mit dem deutschen Dienstgrad Oberfähnrich folgende Dienstgrade anderer Streitkräfte vergleichbar:
- Frankreich → französisch Aspirant
- Italien → italienisch Allievo Ufficiale II
- Österreich → Fähnrich
- Russland → russisch Курсант/Kursant
- Vereinigtes Königreich → englisch Officer designate[3]

## Nationale Volksarmee
Der Oberfähnrich war in der Nationalen Volksarmee der dritthöchste Dienstgrad in der Dienstgradgruppe der Fähnriche. Die Fähnrichlaufbahnen bildeten eine eigenständige Laufbahngruppe, die zwischen den Unteroffizieren und den Offizieren angesiedelt war. Es handelte sich also nicht um Offizieranwärter, wie die Bezeichnung bei Kenntnis der Dienstgrade von Bundeswehr und Wehrmacht zunächst vermuten lässt. Offizieranwärter wurden in der Nationalen Volksarmee als Offiziersschüler bezeichnet und führten andersartige Dienstgrade.
Die Soldaten der Gruppe der Fähnriche der Nationalen Volksarmee rekrutierten sich stattdessen überwiegend aus dienstälteren hochqualifizierten Unteroffizieren mit Portepee oder Bewerbern mit höherem Schul- oder Hochschulabschluss, die nach Absolvierung einer zweijährigen Ausbildung direkt zum Fähnrich ernannt wurden. Diese Ausbildung wurde teilstreitkraftintern, beispielsweise für die Luftstreitkräfte der Nationalen Volksarmee an der MTS der LSK/LV, durchgeführt. Das vorherige Durchlaufen der Unteroffizierslaufbahn war wünschenswert, aber gegen Ende der 1980er Jahre eher selten.
| Dienstgrad          |              |                      |
| niedriger: Fähnrich | Oberfähnrich | höher: Stabsfähnrich |

## Reichswehr, Wehrmacht und Waffen-SS
Im Jahre 1920 führte die Reichswehr zunächst die Dienstgraden für Offizieranwärter (OA) Oberfähnrich (Heer) und Oberfähnrich zur See (Marine) ein, die dem Oberfeldwebel bzw. Oberbootsmann gleichgestellt waren.
In der deutschen Wehrmacht (Heer und Luftwaffe) bekamen Unteroffiziere, die die Offizierslaufbahn einschlagen wollten, die Bezeichnung Fahnenjunker (kurz: Fhj in Listen Fj) ihrem Dienstgrad vorangestellt:
1. Fahnenjunker-Unteroffizier (Fhj-Uffz, Fj-U),
2. Fahnenjunker-Unterfeldwebel (Fhj-UFw, Fj-UF),
3. Fahnenjunker-Feldwebel (Fhj-Fw, Fj-F),
4. Fahnenjunker-Oberfeldwebel (Fhj-OFw, Fj-OF) und

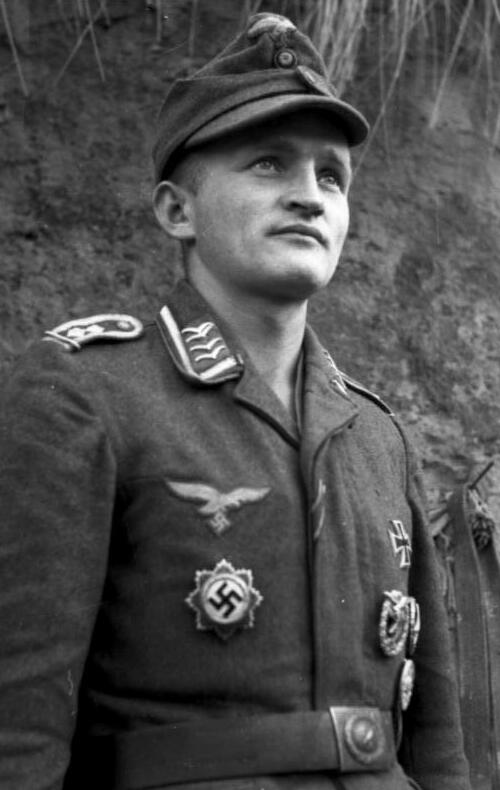
Oberfähnrich (Oberfeldwebel) der Luftwaffe, Montecassino, 1943.

5. Oberfähnrich (Oberfeldwebel) der Luftwaffe, Montecassino, 1943.Fahnenjunker-Stabsfeldwebel (Fhj-StFw, Fj-SF).

Äquivalent zum Fahnenjunker-Oberfeldwebel waren Oberfähnrich zur See und SS-Standartenoberjunker (Waffen-SS).
In Heer und Luftwaffe waren Beförderungen in den Dienstgrad Fahnenjunker-Oberfeldwebel von 1940 bis 1943 ausgesetzt (Beförderungen zum Oberfähnrich zur See bis 1944).